# Víctor Labrín
Víctor Labrín (29 de enero de 1993) es un futbolista peruano. Juega de centrocampista y su equipo actual es Asociación Deportiva Agropecuaria que participa en la Liga 2. Tiene 32 años.

## Trayectoria
Debutó en Primera División el 17 de mayo de 2009 al ingresar en el minuto 82 frente a la Universidad San Martín. En dicho encuentro, jugado en Lima, su equipo perdió por 3-2. En el 2018 fichó por Atlético Grau, llegando hasta la fase final, perdiendo en cuartos de final contra Carlos A. Mannucci. 

## Clubes
| Club                   | País | Año         |
| ---------------------- | ---- | ----------- |
| Alianza Atlético       | Perú | 2009 - 2011 |
| Juan Aurich            | Perú | 2012        |
| UTC de Cajamarca       | Perú | 2013        |
| Defensor San Alejandro | Perú | 2014        |
| Alianza Atlético       | Perú | 2015        |
| Defensor La Bocana     | Perú | 2016 - 2017 |
| Atlético Grau          | Perú | 2018 - 2021 |
| Cultural Santa Rosa    | Perú | 2021 - 2023 |
| Unión Comercio         | Perú | 2024        |
| ADA                    | Perú | 2024 -      |

## Palmarés

### Campeonatos nacionales
| Título            | Club          | País | Año  |
| ----------------- | ------------- | ---- | ---- |
| Copa Bicentenario | Atlético Grau | Perú | 2019 |